# Прицкер, Джей Роберт
Джей Роберт (Джейби) Прицкер (англ. Jay Robert "J. B." Pritzker ; род. 19 января 1965) — губернатор Иллинойса c 14 января 2019 года, политик-демократ. Предприниматель и филантроп, Прицкер представляет влиятельную еврейскую семью, занимающуюся гостиничным бизнесом. Его сестра Пенни Прицкер была министром торговли в кабинете Барака Обамы. С капиталом примерно в 3,5 миллиарда долларов Прицкер является самым богатым губернатором США за всю историю и вторым по состоянию после Майкла Блумберга среди должностных лиц.
8 ноября 2022 года победил на губернаторских выборах Иллинойса, набрав 54,91 % голосов против 42,37 % у кандидата от республиканцев Даррена Бейли.